# Дженнаро
Дженнаро (итал.  Gennaro) — гора в Центральных Апеннинах в итальянской области Лацио.

## Описание
Рельеф Центральных Апеннин в горах Лукретили. Высота над уровнем моря —1271 м. Гора закрывает горизонт Рима на северо-востоке, откуда он хорошо виден. Вершину иногда ошибочно называют Монте-Цаппи.